# Geratalbrücke Bischleben
Die Geratalbrücke Bischleben ist ein zweigleisiges Eisenbahnüberführungsbauwerk der Schnellfahrstrecke Nürnberg–Erfurt zwischen den Streckenkilometern 185,804 und 186,127.
Die Brücke liegt fünf Kilometer westlich der Erfurter Innenstadt zwischen den Stadtteilen Hochheim und Bischleben. Das Überführungsbauwerk überspannt unter anderem die Gera und die Kreisstraße 26, die Hochheim und Bischleben verbindet.
Die Streckentrasse ist im Bauwerksbereich für eine Entwurfsgeschwindigkeit von 180 km/h ausgelegt und hat eine Gradiente von 20 Promille in Längsrichtung. Die Brücke hat ein Schotterbett mit 4,0 m Gleisabstand erhalten. Das Investitionsvolumen belief sich auf 6 Millionen Euro.
Der 322,6 m lange Brückenzug besteht aus einer stählernen Stabbogenbrücke über die Gera mit 78,3 m Stützweite und 244,3 m langen Vorlandbrücken aus Spannbeton. Die Gründung erfolgte mit Ausnahme der Trennpfeiler auf Bohrpfählen.

## Geschichte
In der Streckenplanung war 1995 und 1996 ein Brückenbauwerk mit einer Länge von 292 m vorgesehen. In den Unterlagen für den Planfeststellungsbeschluss im Jahr 1997 war eine vierfeldrige, 311 m lange, stählerne Fachwerkbrücke mit Pfeilerachsabständen zwischen 56 m und 68 m geplant.
Die Bauarbeiten begannen 2002 und waren 2005 beendet. Im Herbst 2013 wurden an dem bis dahin ungenutzten Bauwerk Instandsetzungsarbeiten, die unter anderem die Anbringung neuer Brückenkappen beinhalteten, durchgeführt.
Am 6. März 2017 erfolgten Probebelastungsfahrten mit zwei jeweils rund 1000 Tonnen schweren Zügen.

### Ausblick
Im Rahmen des weiteren Ausbaus des Bahnknotens Erfurt für den Deutschlandtakt werden verschiedene Varianten erwogen, bei denen das Richtungsgleis nach Erfurt zukünftig nicht mehr über die Brücke geführt werden und nur noch das Richtungsgleis nach Nürnberg auf ihr verbleiben würde.

## Konstruktion

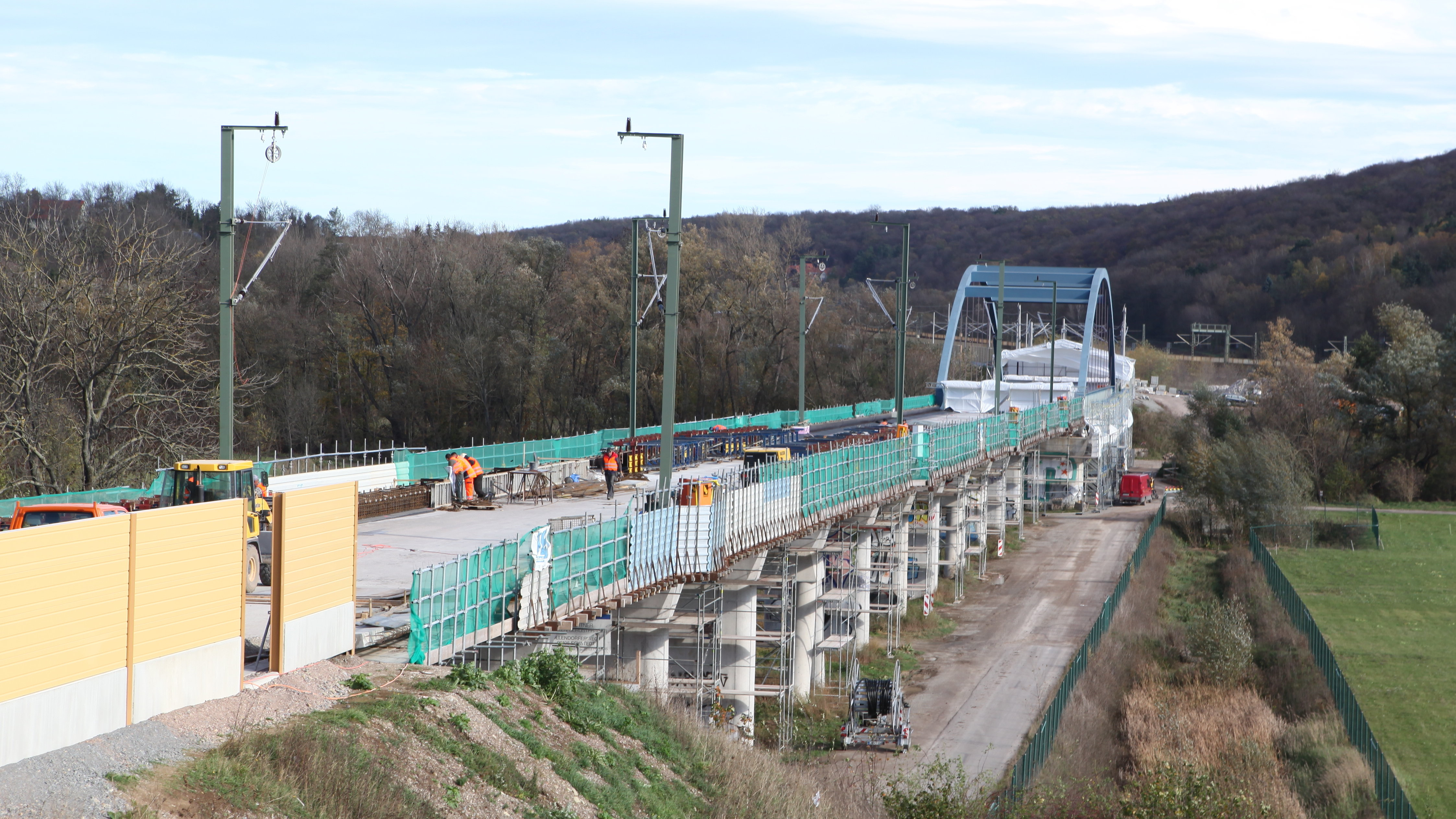
Instandsetzungsarbeiten im Jahre 2013

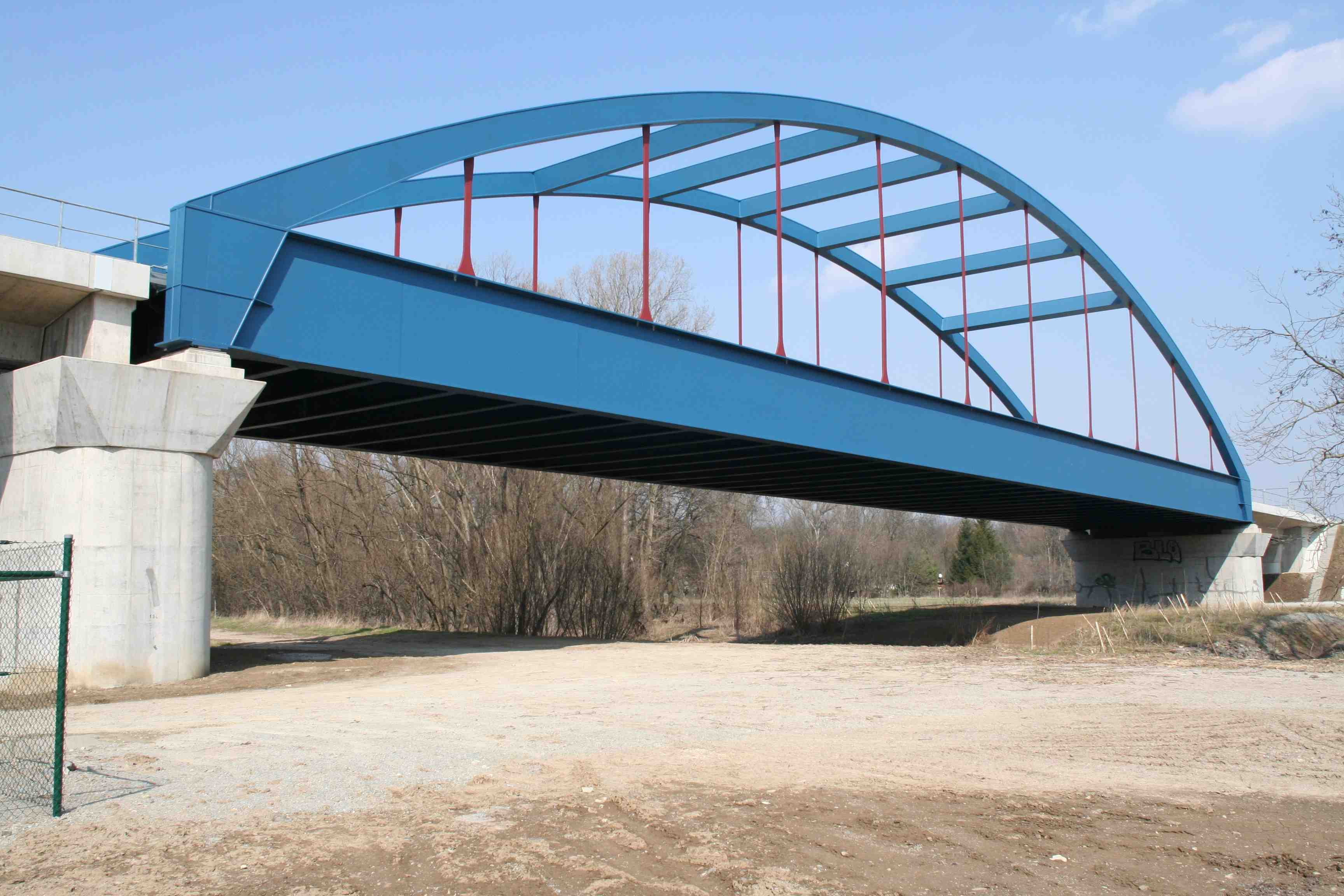
Stabbogenbrücke

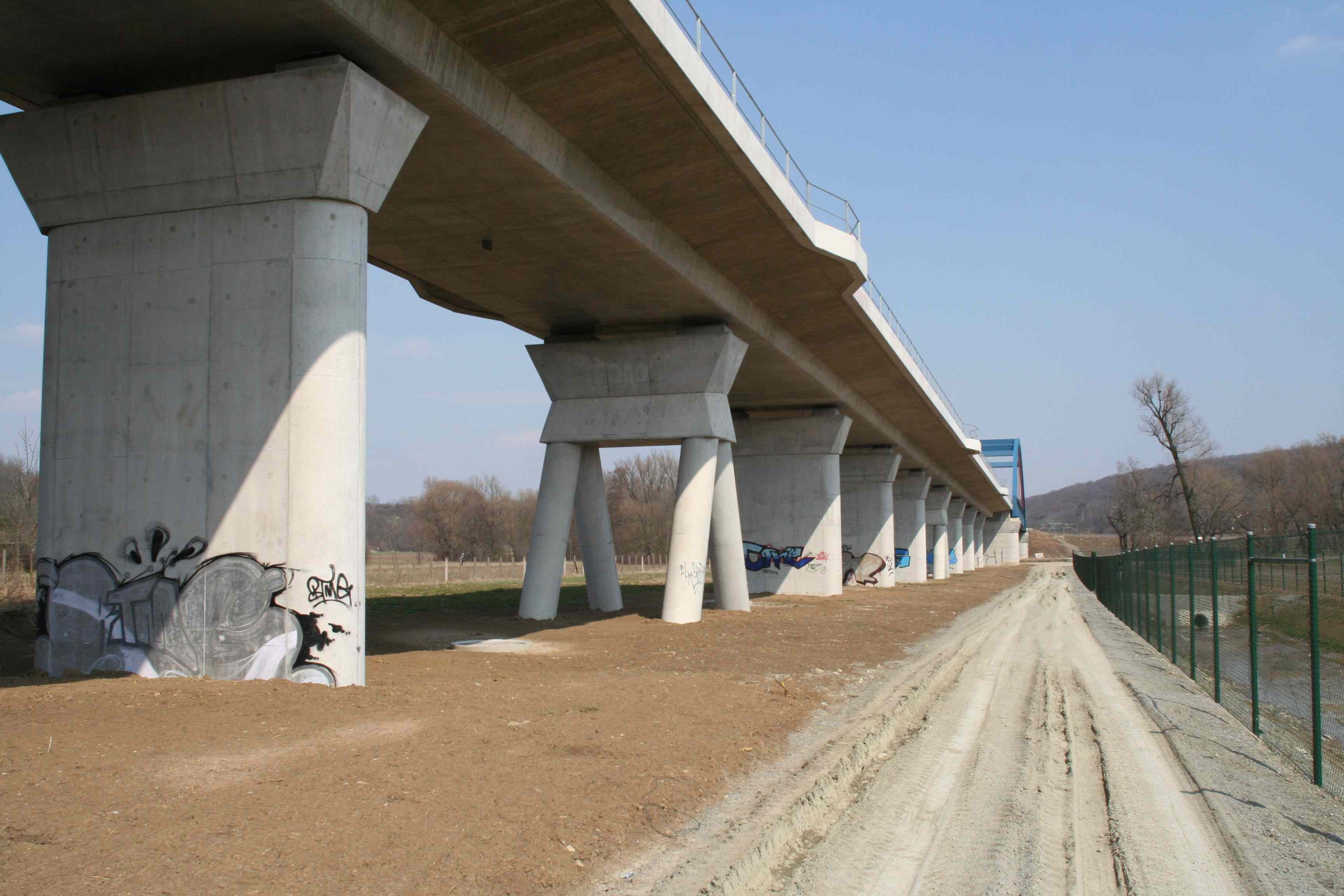
Vorlandbrücke mit Bremspfeiler

### Bogenbrücke
Die Brücke hat an ihren Seiten in Längsrichtung zwei 2,9 m hohe Versteifungsträger, welche mit je zehn Flachstahlhängern an den Bögen aufgehängt sind. Die Höhe des Bogenstiches beträgt 12,55 m, die Konstruktionshöhe 14,45 m. Die Montage der 625 to schweren Brücke erfolgte durch zwei Autokräne. 

### Vorlandbrücke
Für die Vorlandbrücke wurde eine von der Rahmenplanung für Brücken der Deutschen Bahn AG abweichende Konstruktion gewählt. Statt der im Planfeststellungsbeschluss vorgesehenen eine Platte mit einbetonierten Walzträgern (System „Walzträger in Beton“) wurde eine schlanke, 1,25 m hohe, vorgespannte einstegige Plattenbalkenbrücke mit 13 Feldern und kurzen Stützweiten von 18 bis 20 m ausgeführt. Die Spannbetonbrücke besteht aus einer Kette von drei Durchlaufträgern mit einmal sechs und zweimal drei Feldern, die durch Dehnfugen voneinander getrennt sind. Die Längskräfte infolge Bremsen werden dabei durch die zwei Bremspfeiler und die Trennpfeiler in den Baugrund abgeleitet. Am rechten Geraufer schließt an die Stabbogenbrücke noch ein Einfeldträger an. Die Brücke wurde auf einem Lehrgerüst hergestellt.